# Riechstörung
Riechstörung, Geruchsstörung, Geruchssinnstörung oder Dysosmie ist der Oberbegriff für verschiedene Störungen der olfaktorischen Wahrnehmung.

## Klassifizierung
Man unterscheidet im Einzelnen:
- Normosmie: von allen Störungen freie, normale Geruchswahrnehmung

### Quantitative Geruchsstörungen
- Anosmie: der vollständige Verlust der Geruchswahrnehmung
- Periphere Anosmie: Verlegung der Nasenatmung jeglicher Ursache
- Essentielle Anosmie: Anosmie durch lokale Schädigung der Riechschleimhaut
- Spezifische Anosmie: Ausfall des Geruchsvermögens für einzelne Stoffe
- Hemianosmie: einseitige Anosmie
- Hyposmie: Herabsetzung des Geruchsvermögens
- Presbyosmie:  Mit zunehmendem Alter natürlicherweise voranschreitende Hyposmie
- Hyperosmie: krankhafte Überempfindlichkeit gegenüber Geruchsreizen

### Qualitative Geruchsstörungen
- Parosmie: Nichtübereinstimmung der subjektiven Geruchsempfindung mit der Duftqualität des angebotenen Riechstoffes
- Euosmie: subjektiv angenehm empfundene Parosmie (auch Synonym für Normosmie)
- Phantosmie: trughafte Geruchswahrnehmung ohne Einwirkung von Geruchsreizen (Geruchshalluzination)
- Agnosmie: Agnosie des Geruchs
- Heterosmie: Verwechslung bestimmter Gerüche („Falschriechen“)
- Subjektive Kakosmie: subjektiv unangenehm empfundene Parosmie
- Objektive Kakosmie: objektiv nachweisbarer unangenehmer Eigengeruch
- Pseudoosmie: Umdeutung eines Geruchs unter Einwirkung von starken Affekten

### Nach dem Ort der Störung
Nach Lokalisation der Störungsursache werden folgende Riechstörungen unterschieden:
- Respiratorische Dysosmie: Riechstörung durch eingeschränkten Zutritt von Riechstoffmolekülen zur Riechschleimhaut
- Epitheliale Dysosmie: Riechstörung durch Schädigung auf der Ebene der Riechschleimhaut (verschiedene Teilursachen möglich)
- Nervale Dysosmie: Riechstörung durch Schädigung der Fila olfactoria
- Zentrale Dysosmie: Riechstörung durch Schädigung des Riechkolbens oder der zentraleren Anteile der Riechbahn bis hin zur Hirnrinde.

## Ursachen
Die verschiedensten Ursachen sind möglich:
- Virusinfektionen (inklusive COVID-19[7])
- Toxische Substanzen[3]: Schwefeldioxid, Schwefelwasserstoff, Schwefelkohlenstoff, Chlorwasserstoff, Kohlenmonoxid, Schwermetalldämpfe, organische Lösungsmittel, Benzine, Stäube von Zement, Harthölzern u. v.  m.
- Arzneimittel:[4] Calciumantagonisten (Nifedipin, Felodipin, Amlodipin, Diltiazem), ACE-Hemmer[3], Methotrexat, Doxylamin, Terbinafin, D-Penicillamin, Amiodaron, Lovastatin, Amitryptilin u. a.
- Traumata: Siebbeinfraktur, Hirnquetschungen, Schädeleinblutungen u. a.
- Inhalativer Zigarettenrauch
- Zentralnervöse Erkrankungen:[6][7] Morbus Parkinson, Morbus Alzheimer, Senile Demenz, Korsakow-Syndrom, Chorea Huntington[1]
- Diabetes mellitus
- Leber- und Nierenerkrankungen
- Tumoren (selten einziges Symptom)[3]
- Hypothyreose
- Chronische Rhinosinusitis, allergische Rhinitis, Polyposis nasi, Schleimhautschwellung[5]
- Psychiatrische Erkrankungen (Schizophrenie, Depression)
- Chronischer Gebrauch von vasokonstrigierenden Nasentropfen
- Angeboren (Kallmann-Syndrom, Refsum-Syndrom, Usher-Syndrom, Laurence-Moon-Biedl-Bardet-Syndrom, kongenitale Schmerzinsensitivität[5] u. a.)